# Aidan Mayo
Aidan Mayo (* 14. Mai 2003 in Sacramento, Kalifornien) ist ein US-amerikanischer Tennisspieler.

## Persönliches
Die Eltern von Aidan sind Jim und Brigitte Mayo, sein Vater war an der Hochschule ein Basketballspieler. Aidan Mayo trainiert im USTA Training Center West in Carson, Kalifornien. Sein älterer Bruder Keenan Mayo (* 2000) spielte ebenfalls Tennis.

## Karriere
Mayo zeigte bereits in jungen Jahren Talent und gehörte in den USA zu den besten Spielern seiner Altersklassen. In der Kategorie der U12-Jährigen wurde er auf Platz 4 geführt. 2019 erreichte er das Finale der U16-Meisterschaften in den USA. Auf der ITF Junior Tour gewann er zwischen 2017 und 2021 je einen Einzel- und Doppeltitel, wobei sein bestes Grand-Slam-Ergebnis das Erreichen des Achtelfinals bei den US Open 2019 war. In der Junioren-Rangliste erreichte er mit Platz 25 seine höchste Platzierung.
Seine Karriere bei den Profis begann 2021, als er erste Punkte für die Weltrangliste sammelte, das Jahr aber noch außerhalb der Top 1000 abschloss. 2022 machte er einen deutlichen Sprung und beendete die Saison auf Rang 530. Ein Highlight war sein Halbfinaleinzug beim Challenger in Granby, wo er die Nummer 68 der Welt, Jiří Veselý, besiegte.
Im Jahr 2023 konnte Mayo seine Leistungen weiter steigern. Er erreichte bei drei Turnieren der ITF Future Tour das Finale und zeigte auch bei Challengers solide Leistungen. Im Oktober zog er in Charlottesville erstmals in ein Challenger-Finale ein, unterlag dort jedoch Beibit Schuqajew. Mit einer Wildcard trat er in der Qualifikation der US Open an und schaffte es nach Siegen gegen Frederico Ferreira Silva und Giovanni Mpetshi Perricard in die Qualifikationsrunde, bevor er gegen Hsu Yu-hsiou ausschied. Das Jahr schloss er auf Platz 294 ab.
Die Saison 2024 begann Mayo schwach; er erreichte bis zum Herbst nur zwei Viertelfinals bei Challengers und scheiterte bei den US Open bereits in der ersten Qualifikationsrunde gegen Mattia Bellucci. Erst in Drummondville fand er zurück in die Erfolgsspur. Mit fünf Siegen in Folge, darunter das Finale gegen Chris Rodesch, gewann er dort seinen ersten Profititel. Ein weiteres Halbfinale in Manzanillo brachte ihm ein neues Karrierehoch auf Platz 269 zum Jahresende ein.

## Erfolge
| Legende (Anzahl der Siege) |
| Grand Slam                 |
| ATP Finals                 |
| ATP Tour Masters 1000      |
| ATP Tour 500               |
| ATP Tour 250               |
| ATP Challenger Tour (1)    |

### Einzel

#### Turniersiege
| Nr. | Datum             | Turnier       | Belag         | Finalgegner   | Ergebnis |
| --- | ----------------- | ------------- | ------------- | ------------- | -------- |
| 1.  | 17. November 2024 | Drummondville | Hartplatz (i) | Chris Rodesch | 6:4, 7:5 |